# 詹宝兄弟牌坊
詹宝兄弟进士牌坊为位于中国浙江省丽水市松阳县西屏镇城东下马街的一座东西向青石仿木牌坊，为明弘治九年（1496）丙辰科进士詹宝所立，三间四柱五楼式，歇山顶，高8.52米，宽6.90米，正楼斗栱用七踩三昂，夹楼、次间用五踩双昂，明间平板坊东面刻“兄弟进士”，西面刻“父子贤科”，两侧均刻“赐弘治丙辰 进士第詹宝”，正楼匾额竖刻“恩荣”，阑额、龙门枋、普柏枋上有双狮戏球、仙鹤麒麟、人物和花卉等浮雕图案。